# إكسيرمون
إكسيرمون هي بلدية فرنسية تقع في إقليم الأردين في منطقة غراند إيست. 

## الأماكن والمعالم الأثرية
- جسر أريثال، بقايا خط السكة الحديدية يستخدم الآن لتدريب رجال الإطفاء في ريمس على القفز من قمم الجبال والقفزات المتدلية. يعد الجسر أيضًا مركزًا ترفيهيًا مفتوحًا لعامة الناس لأنه القاعدة الطبيعية الوحيدة في شامبان - أردان لممارسة القفز بالحبال.

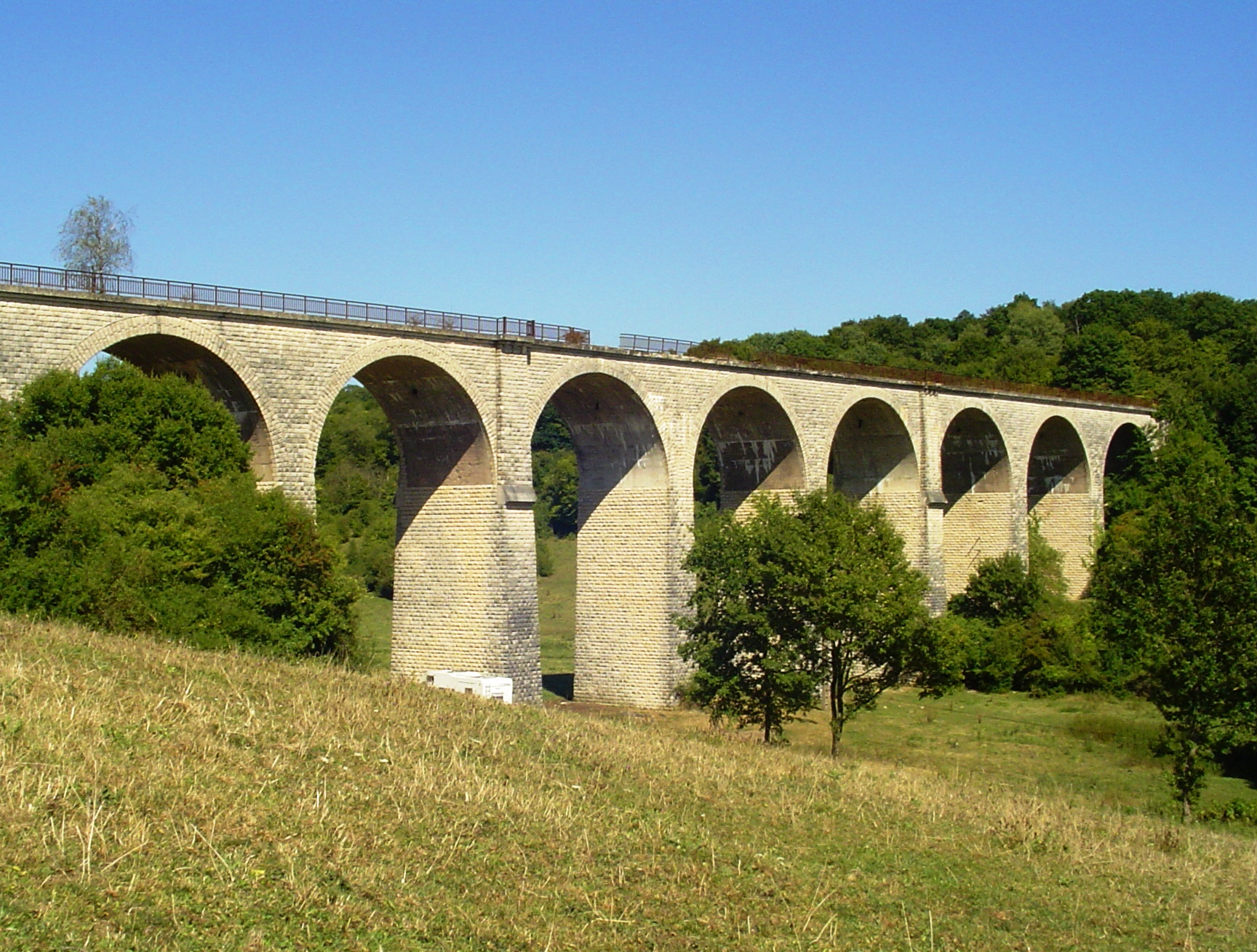
الجسر.